# Damer (cràter)
Damer és un cràter d'impacte en el planeta Mercuri de 60 km de diàmetre. Porta el nom de l'escultora anglesa Anne Seymour Damer (1748-1828), i el seu nom va ser aprovat per la Unió Astronòmica Internacional el 2013.